# Pseudosinella gisini
Pseudosinella gisini är en urinsektsart som beskrevs av Christiansen 1961. Pseudosinella gisini ingår i släktet Pseudosinella och familjen brokhoppstjärtar. Inga underarter finns listade i Catalogue of Life.